# Tony Lochhead
Tony James Lochhead (Tauranga, 12 januari 1982) is een voormalig voetballer uit Nieuw-Zeeland.

## Clubcarrière
Lochhead werd in de MLS SuperDraft 2005 als drieëndertigste gekozen door New England Revolution. Op 30 maart 2006 maakte hij tegen Chicago Fire zijn competitiedebuut voor New England. In drie seizoenen bij New England Revolution kwam hij tot zestien competitiewedstrijden. Al die zestien competitiewedstrijden, waarvan hij er negen in de basis stond, werden gespeeld in zijn tweede seizoen bij de club. Op 13 april 2007 werd hij van zijn contract bij New England ontbonden. Hij tekende vervolgens op 11 mei 2007 bij Wellington Phoenix uit de A-League. Daar maakte hij op 26 augustus 2007 tegen Melbourne Victory zijn competitiedebuut voor de club. Op 29 juli 2008 ging hij op stage bij het Engelse Middlesbrough. De stage leidde echter tot niets en Lochhead keerde terug naar Wellington Phoenix. Op 25 november 2009 speelde hij tegen Gold Coast United zijn vijftigste wedstrijd voor Wellington Phoenix. Dit was in de geschiedenis van de club nog niet eerder gebeurd. Op 9 juni 2013 verliet hij de club. Hij keerde op 22 januari 2014 terug in de Major League Soccer toen hij tekende bij Chivas USA. Daar maakte hij op 9 maart 2014 tegen Chicago Fire zijn debuut. Het seizoen in 2014 was het laatste seizoen voor voetbalclub Chivas USA (de voetbalclub werd opgeheven), waarna Lochhead zonder club kwam te zitten..

## Interlandcarrière
Op 12 oktober 2003 debuteerde Lochhead in een wedstrijd tegen Iran voor Nieuw-Zeeland. Hij kwalificeerde zich met Nieuw-Zeeland voor het Wereldkampioenschap voetbal 2010. Op het WK 2010 speelde hij in alle groepswedstrijden van Nieuw-Zeeland.